# Marie Tharp

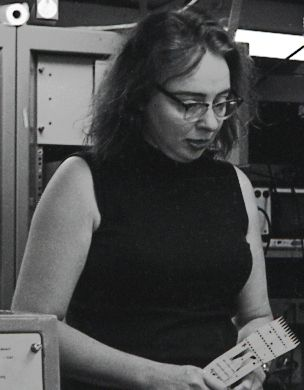
Marie Tharp 1968

Marie Tharp (* 30. Juli 1920 in Ypsilanti, Michigan; † 23. August 2006 in Nyack, New York) war eine US-amerikanische Geologin und Kartographin. Ihre besondere Leistung (zusammen mit Bruce C. Heezen) besteht vor allem in der kartographischen Darstellung des Mittelatlantischen Rückens und ihrer Entdeckung des darin befindlichen Rift Valleys 1952 und der späteren Kartographierung der anderen mittelozeanischen Rücken, was für die weitere Entwicklung und Bestätigung der Theorien der Kontinentaldrift und Plattentektonik von großer Wichtigkeit war.

## Kindheit
Marie Tharp wurde als Tochter von Bertha Louise Tharp, einer Deutsch- und Lateinlehrerin, und William Edgar Tharp, einem Bodengutachter für das US-amerikanische Landwirtschaftsministerium, geboren. Marie half ihm oft bei dieser Aufgabe, was ihr eine frühe Einführung in die Kartenerstellung ermöglichte. Aufgrund der Art der Arbeit von William Tharp zog die Familie Tharp bis zu seiner Pensionierung im Jahr 1931 ständig um. Zu diesem Zeitpunkt hatte Marie über 20 öffentliche Schulen in Alabama, Iowa, Michigan und Indiana besucht. Ein ganzes Schuljahr in Florence war für Marie besonders einflussreich. Dort besuchte sie eine Klasse namens Current Science, in der zeitgenössische Wissenschaftler und deren Forschungsprojekte unterrichtet wurden. Darüber hinaus hatte sie die Möglichkeit, an Wochenenden Schulausflüge zu unternehmen, um Bäume und Felsen zu studieren. Nach der Pensionierung des Vaters zog die Familie auf eine Farm in Bellefontaine, Ohio, wo Tharp ihr Abitur ablegte.

## Biografie und wissenschaftliches Wirken

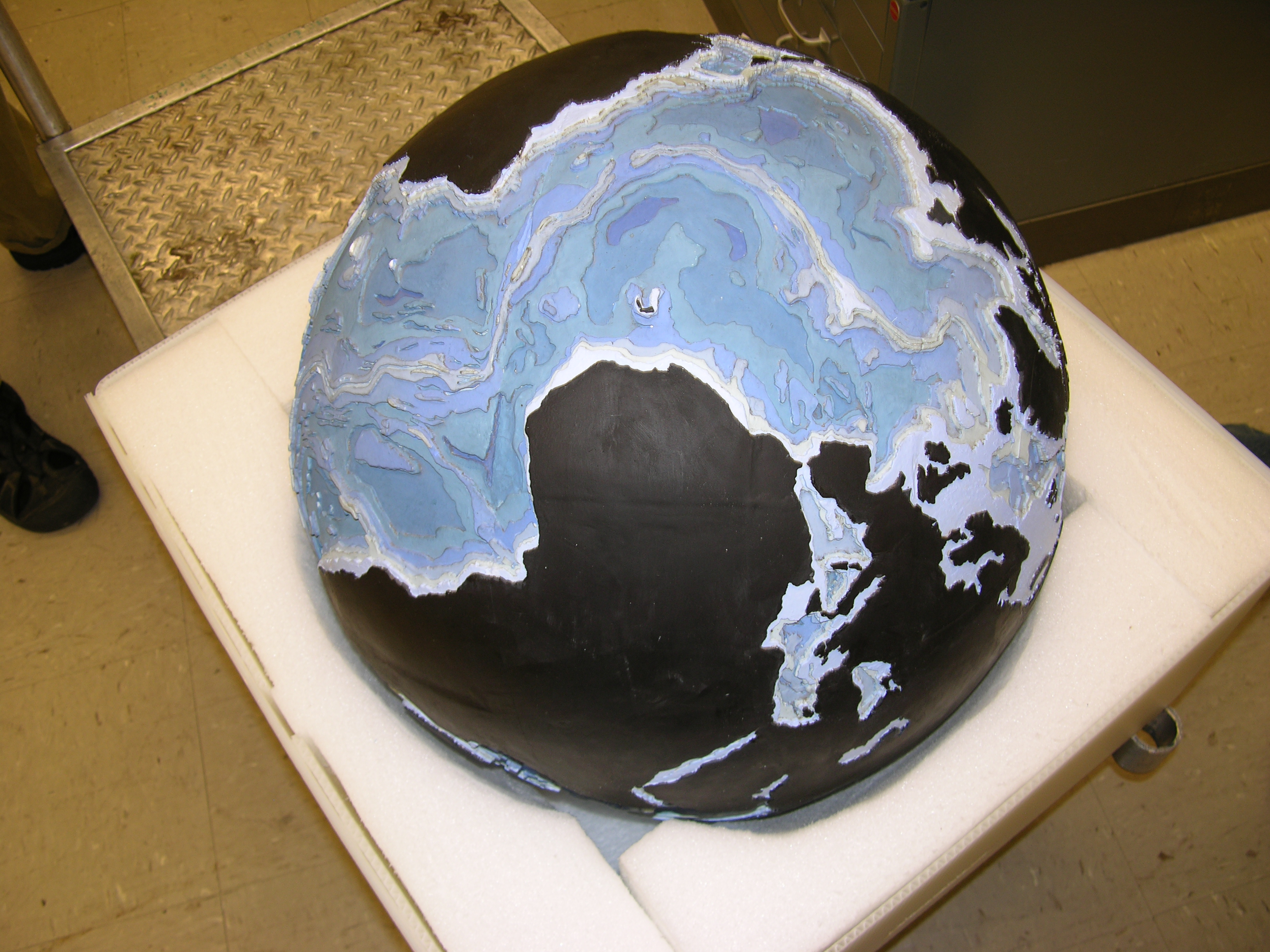
Bathymetrischer Globus, hergestellt von Bruce C. Heezen und Marie Tharp

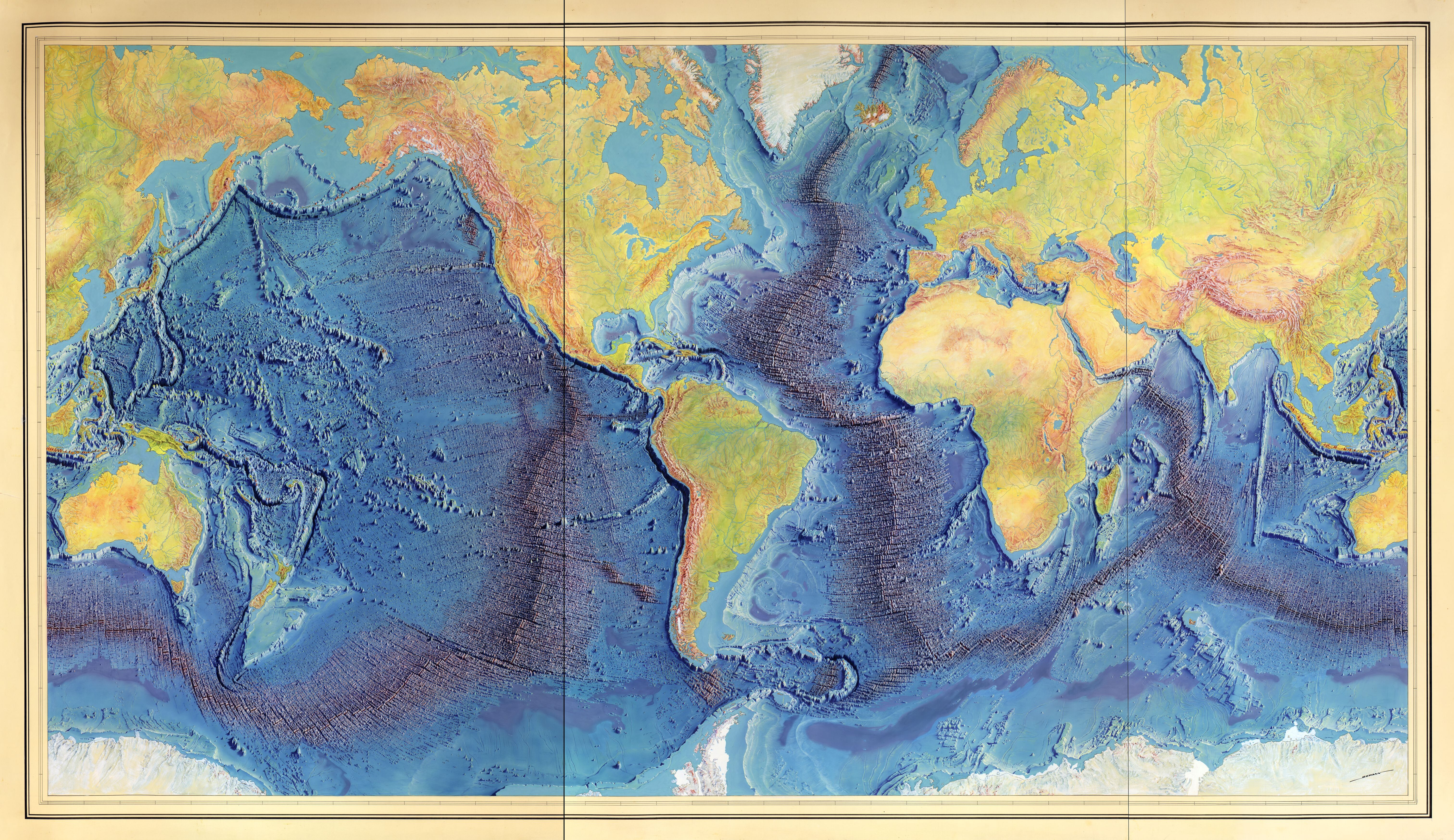
Weltkarte des Meeresgrunds nach Heezen-Tharp, gezeichnet von Heinrich C. Berann

Beeinflusst von ihrer Mutter, einer Lehrerin, nahm sie ein Jahr Urlaub, bevor sie aufs College ging. Nach ihrem Abschluss plante auch sie, Lehrerin zu werden. Tharp blieb jedoch nach dem Tod ihrer Mutter 1936 auf der Farm, um zu helfen, und immatrikulierte sich erst 1939 am College. Auf Anraten ihres Vaters wählte sie ein Studienfach, das sie nicht nur liebte, sondern das ihr auch eine Karriere und finanzielle Sicherheit bieten würde. 1943 schloss Tharp ihr Studium an der Universität von Ohio mit einem Bachelor-Abschluss in Englisch und Musik ab. Nach dem Angriff der japanischen Armee auf Pearl Harbour brachen viele junge Männer die Schulausbildung oder das Universitätsstudium ab, um den Streitkräften zu dienen. Dadurch ermöglichte der Zweite Weltkrieg verstärkt Frauen, Berufe in Bereichen wie Geologie zu ergreifen, was bis dahin weitgehend Männern vorbehalten war. Tharp studierte an der University of Michigan Geologie, wo sie einen Master-Abschluss machte.
Tharp erhielt noch während des Krieges eine Stellung bei einem Ölunternehmen und arbeitete ab 1948 beim Lamont-Doherty Earth Observatory der Columbia University. Ab 1950 beschäftigte sie sich zusammen mit Bruce C. Heezen mit der Kartierung der Meeresböden, die bislang noch weitgehend unerforscht waren. Dazu mussten von Schiffen aus Messungen vorgenommen werden. Diese waren allerdings oft ungenau und so wurde vieles aus Sekundärdaten und geologischem Vorwissen erschlossen. Dies gelang Marie Tharp so außergewöhnlich gut – und ihre Karten wurden durch spätere Satellitenaufnahmen derart bestätigt –, dass sie von der Library of Congress zu den vier wichtigsten Kartographen des 20. Jahrhunderts gezählt wird.
Schon Mitte des 19. Jahrhunderts war von John Murray und Johan Hjort ein untermeerisches Gebirge im Atlantik in groben Zügen umrissen worden. Marie Tharp fertigte eine präzisere Darstellung vom Relief des Meeresbodens an, eine Reliefkarte, die auch den Mittelatlantischen Rücken zeigte, die auf neuen mit dem Echolot gewonnenen Messdaten basierte, wobei sie das darin verlaufende Rift Valley entdeckte. Später kartographierte sie auch die anderen mittelozeanischen Rücken. Diese gemeinsam mit Bruce Heezen erarbeiteten Reliefkarten wurden eine überaus wichtige Grundlage für die Bestätigung der 1915 zuerst von Alfred Wegener vorgeschlagenen Theorie der Kontinentaldrift und die daraus entwickelten Erkenntnisse über die Plattentektonik. Die Karte von Marie Tharp kann in der Version 5 des Programms Google Earth mit eingebunden und angezeigt werden. Die Library of Congress zeigt sie in relativ hoher Auflösung.
Daneben veröffentlichte Tharp verschiedene wissenschaftliche Schriften. Ihr Hauptwerk The Floors Of The Oceans, V1: The North Atlantic (zusammen mit Heezen) wurde zuerst 1959 in den Vereinigten Staaten veröffentlicht und erhielt ab dem Nachdruck im Jahr 2012 auch eine ISBN 978-1-258-42365-0.

## Persönliches
1948 heiratete sie David Flanagan und zog mit ihm nach New York, 1952 wurden sie geschieden.
Tharp starb an Krebs am 23. August 2006 im Alter von 86 Jahren in Nyack, New York.

## Ehrungen und Auszeichnungen
1977 wurde Tharp Namensgeberin für den Tharp Ice Rise in der Antarktis.
1996 erhielt sie den Outstanding Achievement Award für Fachkenntnisse in Kartographie und Ozeanographie und für die Entdeckung des Rift Valley des Mittelatlantischen Rückens von der Society of Woman Geographers.
Das Lamont-Doherty Earth Observatory (LDEO) Forschungsinstitut rief 2004 das Marie-Tharp-Gaststipendien-Programm ins Leben.
Das Helmholtz-Zentrum in Kiel rief 2013 die Marie Tharp Lecture Series for Ocean Research (MTLS) ins Leben.
Am 30. März 2015 wurde der Mondkrater Tharp nach der Wissenschaftlerin benannt.
Im November 2022 wurde sie von der Suchmaschine Google mit einem Doodle geehrt, das interaktive Elemente über ihre wichtigste Entdeckung bot.